# Paul Leopold Haffner

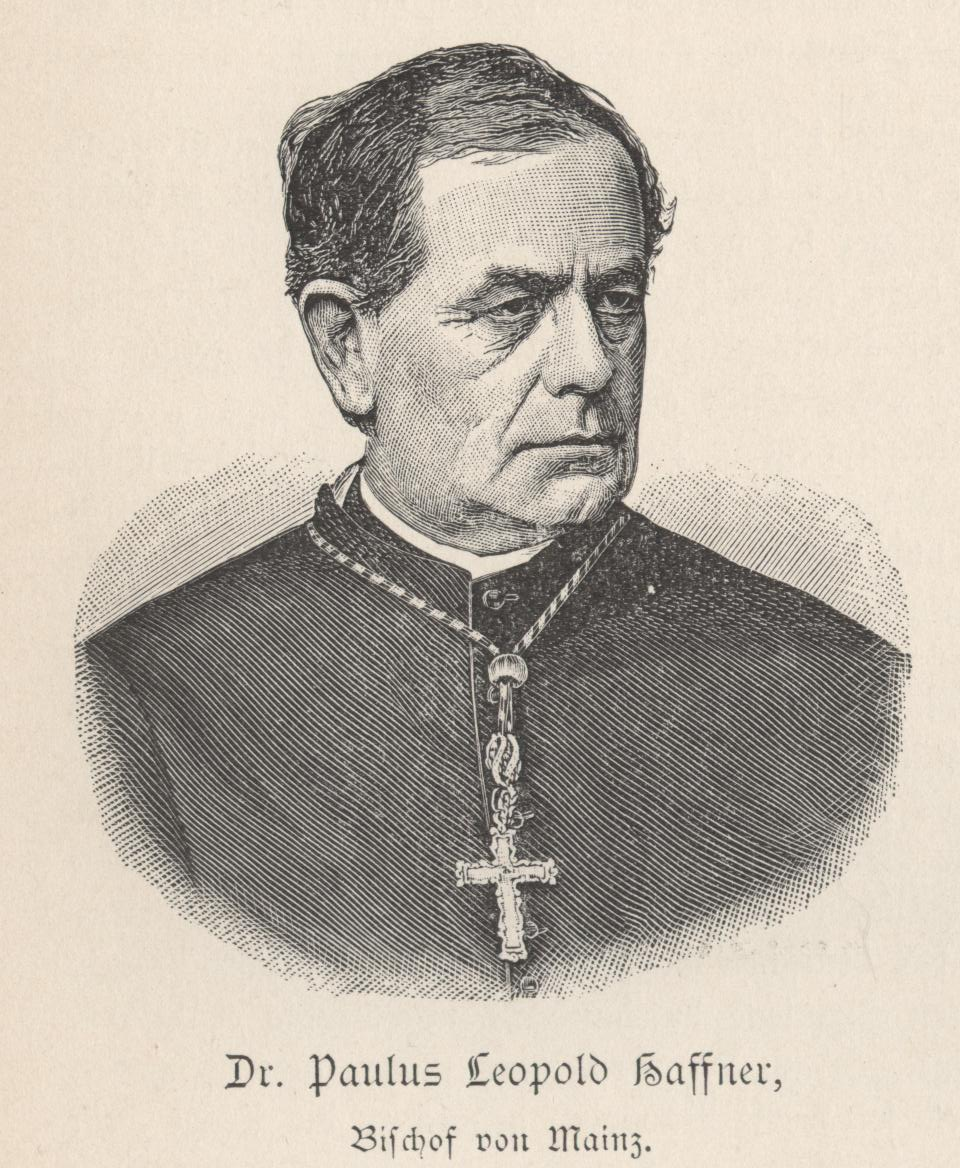
Paul Leopold Haffner, 1892

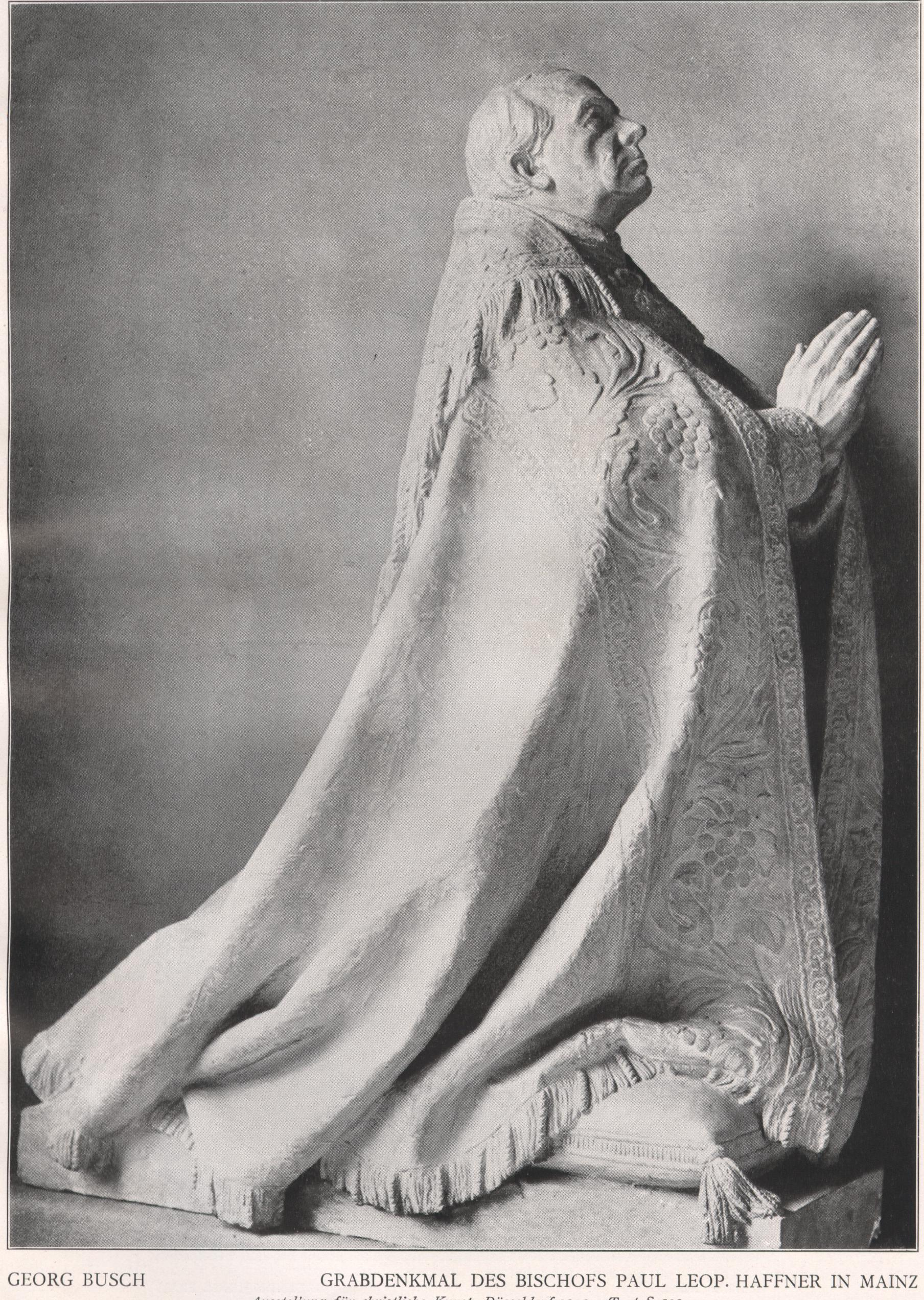
Grabdenkmal von Bischof Haffner im Mainzer Dom

Paul Leopold Haffner (* 21. Januar 1829 in Horb am Neckar; † 2. November 1899 in Mainz) war Bischof von Mainz.

## Leben
Nach dem Studium der Theologie in Tübingen empfing Paul Leopold Haffner am 10. August 1852 die Priesterweihe für das Bistum Rottenburg und wurde 1854 Repetent im Wilhelmsstift in Tübingen. Er war Mitglied der Theologengesellschaft Staufia Tübingen  1855 wurde er, nachdem er im selben Jahr in Tübingen zum Dr. phil. promoviert worden war, zum ordentlichen Professor der Philosophie am Priesterseminar Mainz berufen. Im Jahr 1864 wurde er in das Bistum Mainz inkardiniert und 1866 zum Generalvikar des Bistums Mainz ernannt. Im Jahre 1877 versetzte man ihn infolge des Kulturkampfes in den Ruhestand. Ab 1879 war er Ehrenmitglied der katholischen Studentenverbindung KDStV Bavaria Bonn im CV.
Nach der durch den Kulturkampf bedingten neunjährigen Sedisvakanz des Mainzer Bischofsstuhles wurde er 10. Juni 1886 zum Bischof von Mainz ernannt. Die Bischofsweihe spendete ihm am 25. Juli 1886 der Bischof von Limburg und spätere Erzbischof von Freiburg im Breisgau, Christian Roos. 
Als Mainzer Bischof war Paul Leopold Haffner qua Verfassung von 1887 bis 1899 Mitglied der ersten Kammer der Landstände des Großherzogtums Hessen.
Er erwirkte eine Revision der kirchenpolitischen Gesetze in Hessen.
Haffner war lange im Dienste der römischen Kirche in Wort und Schrift tätig und als streitbarer Mann bekannt. Er war einer der Hauptsprecher auf den Versammlungen der Katholikenvereine. 1880 zählte Haffner zu den Teilnehmern der Antisemitentagung Karl Konstantin von Fechenbachs bei Frankfurt. Ihm wird der Spruch Bestien, nur Bestien sind es, welche die heutige, die moderne Schule erzieht zugeschrieben.
 

Über seine Beisetzung berichtet die Grünstadter Zeitung Nr. 264, vom 9. November 1899 ausführlich:

„Mainz, 7. November. Die Beisetzung Bischof Haffners erfolgte heute Vormittag 9 1/2 Uhr unter zahlreicher Betheiligung von Stadt und Land. Ungefähr 10.000 Personen bildeten bei dem Leichenconduct Spalier. Der Zug wurde von 1500 Schülern und Gymnasiasten eröffnet. Es folgten die katholischen Corporationen mit ihren Fahnen, die katholischen Studenten im Wichs, die hessische Centrumsfraktion des Landtages, die Stadtverordneten, der Bürgermeister mit den Beigeordneten, sodann mehrere hundert Seminaristen in Chorhemden und Geistliche mit brennenden Kerzen, Erzbischof Noerber von Freiburg, der Bischof Willi von Limburg, Bischof Endert von Fulda, Bischof Keppler von Rottenburg, Bischof Schloer von Würzburg, Weihbischof Graf Galen von Münster, der Abt von Marienstatt, Dompropst Dr. Berlage von Köln, Domdekan Dr. Hilpisch von Limburg, Prälat Keller von Wiesbaden, Domcapitular Sporer von Rottenburg. Nunmehr folgte der Todtenwagen mit 4 Pferden bespannt, hinter diesem die nächsten Anverwandten, ferner Excellenz von Westerweller als Vertreter Sr. Königlichen Hoheit des Großherzogs, Staatsminister Rothe, der Gouverneur der Festung Mainz und viele andere. Der Trauerzug bewegte sich in den Dom. Dortselbst wurde das Todtenamt von Erzbischof Noerber, Freiburg celebriert; Bischof Willi von Limburg hielt die Trauerrede.“

## Görres-Gesellschaft
Als Mitbegründer der Görres-Gesellschaft, des katholischen Broschürenvereins und Herausgeber der Frankfurter zeitgemäßen Broschüren lieferte er selbst mehrere seinen Standpunkt vertiefende Beiträge: 
- Goethes Faust als Wahrzeichen moderner Kultur. 1879.
- Ida Gräfin Hahn-Hahn. 1880.
- Goethes Dichtungen auf sittlichen Gehalt geprüft. 1881.
- Voltaire und seine Epigonen. 1884.

## Veröffentlichungen
- Grundlinien der Philosophie als Aufgabe, Geschichte und Lehre : Zur Einleitung in die philosophischen Studien. 2 Bände. – Mainz : Kirchheim, 1881–83
- Die deutsche Aufklärung, 3. Aufl., Mainz 1864
- Der Materialismus in der Kulturgeschichte, Mainz 1865
- Eine Studie über G. E. Lessing, 2. Auflage, Köln 1878